# У місті С.
«У місті С.» (рос. «В городе С.») — російський радянський повнометражний чорно-білий художній фільм, поставлений на Кіностудії «Ленфільм» в 1966 році режисером Йосипом Хейфіцем за оповіданням А. П. Чехова «Йонич».
Прем'єра фільму в СРСР відбулася 29 травня 1967 року.

## Сюжет
Екранізація повісті Антона Чехова «Йонич». Молодий лікар приїжджає в одне містечко, він перспективний і повний прагнень. Та з роками всі мрії випаровуються, надії руйнуються, і відбувається закостенілість. Його видають і зовнішність, і згаслий погляд. Отримавши матеріальне, він втратив того себе, яким приїхав у це місце.

## Ролі
- Андрій Попов — Чехов
- Анатолій Папанов — Дмитро Йонович Старцев (Йонич)
- Нонна Терентьєва — Катерина Іванівна Туркіна
- Лідія Штикало — Віра Йосипівна Туркіна
- Ігор Горбачов — Туркін

## В епізодах
- Олексій Баталов — Шергов
- Олександр Борисов — Пузирьов
- Григорій Шпігель — адвокат Лосєв
- Євген Шутов — Пантелеймон
- Ольга Аросєва — Марія Павлівна Чехова
- Леонід Биков — возій
- Володимир Волчик — п'яний
- Ольга Гобзева — вчителька
- Лілія Гурова — мати хворого хлопчика
- Ріна Зелена — письменниця
- Іван Краско — письменник
- Пантелеймон Кримов — Андрюша
- Віра Ліпсток — дружина хворого мужика
- Гіта Леонтенко — вулична акробатка
- Любов Малиновська — Анфіса
- Ніна Мамаєва — дружина Пузирьова
- Юрій Медведєв — доктор Свєшніков
- Микола Мельников — Пава, слуга Туркіних
- Олександр Орлов — вуличний музикант
- Валентина Пугачова — доглядальниця
- Ія Саввіна — дама з собачкою
- Микола Сергієв — хворий мужик
- Олексій Смирнов — пан з ананасом
- Лев Степанов — людина у футлярі
- Роман Ткачук — Вольський
- Олег Хроменков — епізод
- Георгій Юматов — фельдшер
- У титрах не вказані:
- Михайло Девяткин — Одіссей, перукар
- Олександра Йожкіна — стара
- Володимир Казарін — ревнивий чоловік
- Валентина Ковель — дружина ревнивця
- Степан Крилов — Синюхін
- Людмила Ксенофонтова — гостя у Туркіних
- Марія Покликаний-Соколова — доглядачка станції
- Георгій Сатіні — гравець
- Анатолій Столбов — гравець

## Знімальна група
- Сценарій і постановка — Йосипа Хейфіца
- Головний оператор — Генріх Маранджян
- Головні художники — Белла Маневич, Ісаак Каплан
- Композиторка — Надія Симонян
- Режисер — Володимир Перов
- Звукооператор — Костянтин Лашков
- Монтажерка — Стер Горакова
- Оператор — С. Іванов
- Редактор — Леонід Рахманов
- Художники:
по костюмах — Лілія Мошкина
гример — Василь Ульянов
декораторка — Р. Тараканова
- Асистенти:
режисера — Людмила Кривицька, І. Мочалова, Євген Татарський
оператора — Е. Кудрявцева, С. Філановський
художника — Ю. Смирнов (по декораціях), Вікторія Могилянська (по гриму)
монтажера — Т. Гусєва
- Директор картини — Михайло Генденштейн
- Сільські сцени зняті в музеї-садибі А. П. Чехова в Меліхові

## Призи та нагороди
- 1967 — Приз «Капітолійський Юпітер» на Міжнародному кінофестивалі в Римі (Італія)

## Цікаві факти
- Фільм в основному знімався в Сімферополі
- Один епізод знімався в Євпаторії